# Shin Jung-hyeon
Shin Jung-hyeon (신중현?, 申重鉉?, Sin JunghyeonLR, Sin ChunghyŏnMR, pronunciato [ɕind͡ʑuŋçʌn] o [ɕin] [t͡ɕuŋçʌn]; Seul, 4 gennaio 1938) è un chitarrista, cantautore e produttore discografico sudcoreano.
Ha contribuito alla diffusione in Corea del Sud di molti generi di musica popolare occidentale, tra cui il rock e il soul, ed è spesso definito il "padrino del rock" della Corea per il suo ruolo di pioniere del genere nel Paese. Nel 1963 ha fondato la prima band rock sudcoreana, gli Add4, ed è stato una delle figure di spicco della scena locale del rock psichedelico per tutti gli anni 1960 e 1970, producendo contemporaneamente numerosi giovani artisti. Per la sua canzone più famosa, Beautiful Rivers and Mountains (1972), scritta dopo aver rifiutato di realizzare un inno che lodasse Park Chung-hee, è stato imprigionato e torturato dal regime, e la sua musica bandita fino agli anni 1980. La sua popolarità è rifiorita negli anni 1990, e da allora ha ricevuto numerosi riconoscimenti per il contributo dato alla musica popolare sudcoreana.

## Biografia

### Infanzia e primi anni
Shin Jung-hyeon nasce a Myeongryun-dong, distretto di Jongno, Seul, nel 1938, durante l'occupazione giapponese della Corea, unico figlio del barbiere Shin Ik-gyun. Alla morte della madre, nel 1941 suo padre si trasferisce in Manciuria, dove si risposa con la parrucchiera giapponese Lee Soon-ja, dalla quale ha un altro figlio (Soo-hyun) e una figlia (Hyun-ja), e avvia un negozio di barbiere che permette alla famiglia di condurre una vita agiata. Nel 1945, per sfuggire alle razzie dell'esercito sovietico, gli Shin fanno ritorno in quella che nel frattempo è diventata la Corea del Sud. Trascorsi alcuni anni nella capitale, allo scoppio della guerra di Corea, nel 1950, si stabiliscono nella contea di Jincheon, terra d'origine di Ik-gyun, dove vivono in condizioni di quasi indigenza e il giovane Shin lavora in una fattoria. Diventa presto orfano: suo padre muore nel 1952 per una malattia respiratoria, la sua matrigna lo segue nel 1953, e la sorellastra perisce di fame nello stesso periodo. Lasciato il fratellastro a casa di uno zio, si trasferisce a Seul, dove trova un impiego nella fabbrica farmaceutica di un parente mentre frequenta i corsi serali della scuola media Dongyang. Nel frattempo impara a suonare la chitarra acustica da autodidatta dopo un tentativo fallito con il violino, e acquista una chitarra elettrica grazie al prestito di un amico. Durante il secondo anno della scuola superiore serale Seorabeol a Huam-dong, abbandona il lavoro in fabbrica e supera un'audizione per un club jazz. Presto lascia gli studi e diventa insegnante di chitarra in un'accademia musicale, venendo notato da un ballerino dell'Eighth United States Army, che lo raccomanda alla base militare come membro della troupe Spring Variety.
La sua prima esibizione per l'esercito avviene nel 1955, a diciassette anni, utilizzando lo pseudonimo Jackie Shin. S'ispira al rock americano, al jazz e, in seguito, al rock psichedelico e all'acid rock sentiti alla radio dell'American Forces Network, ottenendo un'immensa popolarità nelle basi e arrivando a tenere fino a quaranta show al mese. Nel 1958 pubblica il suo primo album, Hiki Shin Guitar Melody, in cui include canzoni originali in una varietà di stili, oltre a cover di pezzi tradizionali coreani e hit americane strumentali come Honky Tonk e Green Onions. "Hiki Shin" era il soprannome che l'esercito aveva dato al suo pseudonimo Jackie Shin.

### 1964-1979: Add4, problemi politici e arresto
Nel 1964 esce The Woman in the Rain, il primo disco della band di Shin, gli Add4, considerati il primo gruppo rock della Corea del Sud. Il quartetto non si afferma sul mercato coreano, ma due anni dopo la cover di Somebody to Love dei Jefferson Airplane eseguita alla televisione dal suo nuovo gruppo, i Club Date, viene acclamata. Il successo arriva nel 1968, quando produce l'album My Dear per il duo canoro delle Pearl Sisters, che vende oltre un milione di copie. Le loro canzoni Nimah, A Cup of Coffee e The Person Who Should Leave sono tra i primi esempi coreani di rock and roll e rhythm and blues. Negli anni successivi, Shin si guadagna la reputazione di scopritore di talenti, scrivendo e producendo per giovani musicisti come Park In-soo, Jang Hyun e Kim Choo-ja, insieme alla quale realizza l'album Before It's Too Late. Molte di queste registrazioni sono caratterizzate dal suo tipico sound soul psichedelico.
Nel 1970 organizza il primo concerto psichedelico in Corea, il Go-Go Gala Party, che vede la partecipazione di oltre quattromila spettatori. Due anni dopo fonda la band The Men, e l'ufficio del presidente sudcoreano Park Chung-hee gli chiede di scrivere una canzone che lodi il leader. Non avendo interesse per la musica a scopi politici, Shin rifiuta, componendo invece un pezzo da dieci minuti sulle bellezze naturali della Corea del Sud, intitolato Beautiful Rivers and Mountains, per dimostrare che le sue canzoni non erano mai volgari o frivole. Dopo la pubblicazione, la polizia gli confisca le chitarre e gli taglia i lunghi capelli, che ai tempi erano banditi dal governo. Due anni dopo, il primo album del suo nuovo gruppo, gli Shin Jung Hyun & Yup Juns, vende oltre un milione di copie. Nel 1975, Shin viene arrestato per possesso di marijuana dopo averne data una pianta a un amico del figlio del presidente. Imprigionato e torturato, viene ricoverato con la forza in un ospedale psichiatrico, e ventidue sue canzoni figurano tra quelle bandite dalla diffusione in pubblico. Dopo il suo rilascio quattro mesi dopo, gli viene impedito di esibirsi in Corea del Sud e suona in segreto con un gruppetto di musicisti americani; tre mesi dopo l'assassinio del presidente Park nel 1979, il bando viene rimosso e riceve alcuni ingaggi da diversi locali, ma il suo stile è ormai considerato fuori moda, soppiantato dalla disco music.

### 1980-oggi: ritorno di popolarità e ritiro dalle scene
Nel corso degli anni 1980, Shin suona con gli Shin Jung-hyeon & Music Power, che combinano rock e disco music, e gestisce un club di musica nel quartiere di Itaewon; nel 1986 ne apre un altro, il Woodstock, nella zona sud-orientale di Seul, dove insegna e lavora per i successivi vent'anni. Fonda inoltre l'Itaewon Rock World, la prima sala concerti sudcoreana destinata esclusivamente al rock. La sua musica torna in voga negli anni 1990, con diversi artisti che registrano nuove versioni delle sue canzoni, tra cui suo figlio Dae-chul. Tra il 1995 e il 1997 è professore di musica popolare alla Suwon Women's University. Sempre nel 1997 viene registrato un album in suo onore, A Tribute to Shin Jung-hyeon.
Visto il declino del rock a favore di musica acustica e dance, Shin annuncia il proprio ritiro dalle scene il 15 luglio 2006. Il suo concerto d'addio dura per dieci giorni a dicembre e viene trasmesso in televisione dalla EBS; torna tuttavia sul palco nel 2008 per il suo primo concerto negli Stati Uniti al Korean Music Festival presso l'Hollywood Bowl.
Nel 2010, è il primo musicista asiatico e il sesto al mondo a ricevere una chitarra Fender Stratocaster della serie Custom Shop Tribute; aveva usato gli strumenti Fender per gran parte della propria carriera. Nel 2017 riceve una laurea ad honorem in musica dal Berklee College of Music.

## Vita privata
Shin Jung-hyeon è stato sposato con Myeong Jeong-gang, la prima batterista donna sudcoreana, membro del gruppo Blue Ribbons, fino alla morte della consorte il 23 marzo 2018. Hanno avuto tre figli maschi: Dae-chul (1967), chitarrista della band heavy metal Sinawe; Yun-chul (1969), cantante e chitarrista; Seok-chul (1971), batterista turnista.

## Stile musicale
Tra i generi musicali che hanno influenzato Shin figurano folk, jazz, black music, tango, rumba, cha cha cha e mambo, mentre come artisti ha citato Beatles, Ella Fitzgerald, Freddie Mercury e Jimi Hendrix. È spesso paragonato ai Beatles per lo stile di scrittura, e a Hendrix per il modo di suonare la chitarra e lo stile da lupo solitario. La maggior parte delle sue canzoni parla di amore non corrisposto, traendo ispirazione dalle esperienze della sua gioventù, quando veniva respinto a causa della bassa statura.

## Discografia

### Album in studio
- 1959 – Hiki Shin Guitar Melody
- 1964 – The Woman in the Rain (Add4)
- 1966 – Shin Jung-hyeon Light Music Arrangement (Add4)
- 1968 – Fun Guitar Twist (Add4)
- 1970 – Shin Jung-hyeon & Questions (Shin Jung-hyeon & Questions)
- 1972 – Saxophone's Temptations (The Men)
- 1974 – Shin Jung Hyun & Yup Juns Vol. 1 (Shin Jung Hyun & Yup Juns)
- 1975 – Instrumental Best (Shin Jung Hyun & Yup Juns)
- 1975 – Shin Jung Hyun & Yup Juns Vol. 2 (Shin Jung Hyun & Yup Juns)
- 1976 – Shin Jung-hyeon & Music Power (Shin Jung-hyeon & Music Power)
- 1980 – Shin Jung Hyun
- 1983 – Three Travelers
- 1988 – Shin Jung-hyeon
- 1994 – Shin Jung-hyeon & Music Power 2 (Shin Jung-hyeon & Music Power)
- 1994 – Muwijayeon
- 1997 – Kim Satgat
- 2002 – Body & Feel
- 2005 – City Crane
- 2005 – The Landing

## Riconoscimenti
- Korean Music Award
  - 2008 – Premio alla carriera[34]